# 강윤성 (축구 선수)
강윤성(姜允盛, 1997년 7월 1일 ~ )은 대한민국의 축구 선수로 포지션은 오른쪽 풀백, 왼쪽 풀백, 수비형 미드필더이며 현재 K리그1 대전 하나 시티즌 소속이다.

## 축구인 경력

### 선수 경력
2015년 전국체육대회 축구 종목에서 대구공고의 주장이자 핵심선수로 준우승으로 이끌었으며 스포트라이트를 받았다. 2016년 대한민국 U-20 축구 국가대표팀 1차 국내 훈련 명단에도 포함되었던 강윤성은 대구공업고등학교 졸업 후 자유선발로 대전 시티즌에 입단하였다.
2016년 9월 30일 2016년 AFC U-19 챔피언십 대표팀에 발탁되었다. 2019 시즌을 앞두고 제주 유나이티드로 이적했다.

## 수상

### 대한민국
- AFC U-23 챔피언십 우승 : 2020